# Список Маршалов Советского Союза

Знак различия звания
Маршал Советского Союза — Маршальская Звезда «большого» типа

Данный список содержит имена, период жизни и профессиональные данные всех военнослужащих и политических деятелей, занимавших военные должности, которым было присвоено персональное военное звание, позже воинское звание Маршал Советского Союза.
Звание Маршал Советского Союза было введено 22 сентября 1935 года постановлением Центрального Исполнительного Комитета и Совета Народных Комиссаров СССР «О введении персональных военных званий начальствующего состава РККА», вводящим для личного состава Рабоче-крестьянской Красной армии (РККА) и Рабоче-крестьянского Красного флота (РККФ) персональные военные звания. Из параграфа 3, данного постановления: «Установить звание „Маршал Советского Союза“, персонально присваиваемое Правительством Союза ССР выдающимся и особо отличившимся лицам Высшего командного состава». Председатель ЦИК и СНК СССР М. Калинин. Секретарь ЦИК и СНК СССР И. Акулов.
21 ноября 1935 года впервые было присвоено персональное звание Маршал Советского Союза — высшее военное звание, которого были удостоены военачальники, проявившие себя в гражданской войне: К. Е. Ворошилов, А. И. Егоров, М. Н. Тухачевский, В. К. Блюхер и С. М. Будённый.
До 1945 года являлось персональным высшим званием в РККА, в последующий период — предшествующим высшему званию Генералиссимус Советского Союза.
Воинское звание Маршал Советского Союза было исключено из перечня воинских званий в связи с распадом СССР. В Российской Федерации, правопреемнице Советского Союза, в 1993 году установлено воинское звание Маршал Российской Федерации.
Звание Маршал Советского Союза было присвоено 41 раз, из них 36 — профессиональным военным, 5 — политическим деятелям. В последний раз звание Маршала Советского Союза было присвоено 28 апреля 1990 года Д. Т. Язову.
Имеются сведения, что в феврале 1945 года звание Маршал Советского Союза должно было быть присвоено Ивану Даниловичу Черняховскому, однако тот погиб за несколько дней до обнародования соответствующего указа.
 Лишённые звания Маршала Советского Союза без последующего восстановления в звании
 Лишённые звания Маршала Советского Союза и впоследствии восстановленные в звании
| Портрет | Имя Отчество Фамилия                   | Годы жизни | Дата присвоения звания                                                              | Должность на момент присвоения звания | Герой         |
| ------- | -------------------------------------- | ---------- | ----------------------------------------------------------------------------------- | --- | ------------- |
|         | Климент Ефремович ВОРОШИЛОВ            | 1881—1969  | 20 ноября 1935                                                                      | Народный комиссар обороны СССР | [ 6 ]         |
|         | Михаил Николаевич ТУХАЧЕВСКИЙ          | 1893—1937  | 20 ноября 1935 (лишён звания 11 июня 1937, восстановлен 31 января 1957)             | Заместитель Народного комиссара обороны СССР | —             |
|         | Семён Михайлович БУДЁННЫЙ              | 1883—1973  | 20 ноября 1935                                                                      | Инспектор кавалерии РККА | [ 7 ]         |
|         | Александр Ильич ЕГОРОВ                 | 1883—1939  | 20 ноября 1935 (лишён звания 22 февраля 1939 года, восстановлен 14 марта 1956)      | Начальник Генштаба РККА | —             |
|         | Василий Константинович БЛЮХЕР          | 1890—1938  | 20 ноября 1935 (лишён звания 10 марта 1939 (посмертно), восстановлен 14 марта 1956) | Командующий Особой Краснознамённой Дальневосточной армией | —             |
|         | Семён Константинович ТИМОШЕНКО         | 1895—1970  | 7 мая 1940                                                                          | Народный комиссар обороны СССР | [ 8 ]         |
|         | Григорий Иванович КУЛИК                | 1890—1950  | 7 мая 1940 (лишён звания 19 февраля 1942, восстановлен 28 сентября 1957)            | Заместитель Народного комиссара обороны СССР, начальник Главного артиллерийского управления РККА | [ 9 ] [ 10 ]  |
|         | Борис Михайлович ШАПОШНИКОВ            | 1882—1945  | 7 мая 1940                                                                          | Начальник Генштаба РККА | —             |
|         | Георгий Константинович ЖУКОВ           | 1896—1974  | 18 января 1943                                                                      | Первый заместитель Народного комиссара обороны СССР, заместитель Верховного Главнокомандующего СССР | [ 11 ]        |
|         | Александр Михайлович ВАСИЛЕВСКИЙ       | 1895—1977  | 16 февраля 1943                                                                     | Начальник Генерального штаба РККА | [ 12 ]        |
|         | Иосиф Виссарионович СТАЛИН             | 1878—1953  | 6 марта 1943 (27 июня 1945 присвоено звание Генералиссимус Советского Союза)        | Верховный главнокомандующий Вооружёнными силами СССР, Председатель Государственного Комитета Обороны, Народный комиссар обороны СССР, Секретарь ЦК ВКП(б)                                                                                   | [ 13 ]        |
|         | Иван Степанович КОНЕВ                  | 1897—1973  | 20 февраля 1944                                                                     | Командующий войсками 2-го Украинского фронта | [ 14 ]        |
|         | Леонид Александрович ГОВОРОВ           | 1897—1955  | 18 июня 1944                                                                        | Командующий войсками Ленинградского фронта | [ 15 ]        |
|         | Константин Константинович РОКОССОВСКИЙ | 1896—1968  | 29 июня 1944                                                                        | Командующий войсками 1-го Белорусского фронта | [ 16 ]        |
|         | Родион Яковлевич МАЛИНОВСКИЙ           | 1898—1967  | 10 сентября 1944                                                                    | Командующий войсками 2-го Украинского фронта | [ 17 ]        |
|         | Фёдор Иванович ТОЛБУХИН                | 1894—1949  | 12 сентября 1944                                                                    | Командующий войсками 3-го Украинского фронта | [ 18 ] [ 19 ] |
|         | Кирилл Афанасьевич МЕРЕЦКОВ            | 1897—1968  | 26 октября 1944                                                                     | Командующий войсками Карельского фронта | [ 20 ]        |
|         | Лаврентий Павлович БЕРИЯ               | 1899—1953  | 9 июля 1945 (лишён звания 23 декабря 1953)                                          | Народный комиссар внутренних дел СССР | [ 21 ] [ 22 ] |
|         | Василий Данилович СОКОЛОВСКИЙ          | 1897—1968  | 3 июля 1946                                                                         | Главнокомандующий Группой советских оккупационных войск в Германии, Главноначальствующий Советской военной администрации в Германии | [ 23 ]        |
|         | Николай Александрович БУЛГАНИН         | 1895—1975  | 3 ноября 1947 (лишён звания 26 ноября 1958)                                         | Министр Вооружённых Сил СССР | [ 24 ]        |
|         | Иван Христофорович БАГРАМЯН            | 1897—1982  | 11 марта 1955                                                                       | Главный инспектор Министерства обороны СССР | [ 25 ]        |
|         | Сергей Семёнович БИРЮЗОВ               | 1904—1964  | 11 марта 1955                                                                       | Главнокомандующий Войсками противовоздушной обороны СССР | [ 26 ]        |
|         | Андрей Антонович ГРЕЧКО                | 1903—1976  | 11 марта 1955                                                                       | Главнокомандующий Группой советских войск в Германии | [ 27 ]        |
|         | Андрей Иванович ЕРЁМЕНКО               | 1892—1970  | 11 марта 1955                                                                       | Командующий войсками Северо-Кавказского военного округа | [ 28 ]        |
|         | Кирилл Семёнович МОСКАЛЕНКО            | 1902—1985  | 11 марта 1955                                                                       | Командующий войсками Московского военного округа | [ 29 ]        |
|         | Василий Иванович ЧУЙКОВ                | 1900—1982  | 11 марта 1955                                                                       | Командующий войсками Киевского военного округа | [ 30 ]        |
|         | Матвей Васильевич ЗАХАРОВ              | 1898—1972  | 8 мая 1959                                                                          | Главнокомандующий Группой советских войск в Германии | [ 31 ]        |
|         | Филипп Иванович ГОЛИКОВ                | 1900—1980  | 6 мая 1961                                                                          | Начальник Главного политического управления Советской Армии и Военно-Морского Флота | —             |
|         | Николай Иванович КРЫЛОВ                | 1903—1972  | 28 мая 1962                                                                         | Командующий войсками Московского военного округа | [ 32 ]        |
|         | Иван Игнатьевич ЯКУБОВСКИЙ             | 1912—1976  | 12 апреля 1967                                                                      | Первый заместитель Министра обороны СССР | [ 33 ]        |
|         | Павел Фёдорович БАТИЦКИЙ               | 1910—1984  | 15 апреля 1968                                                                      | Главнокомандующий Войсками ПВО страны — заместитель Министра обороны СССР, командующий войсками ПВО Объединённых вооружённых сил — заместитель Главнокомандующего Объединённых вооружённых сил государств — участников Варшавского Договора | [ 34 ]        |
|         | Пётр Кириллович КОШЕВОЙ                | 1904—1976  | 15 апреля 1968                                                                      | Главнокомандующий Группой советских войск в Германии | [ 35 ]        |
|         | Леонид Ильич БРЕЖНЕВ                   | 1906—1982  | 7 мая 1976                                                                          | Генеральный секретарь ЦК КПСС, председатель Совета обороны СССР | [ 36 ]        |
|         | Дмитрий Фёдорович УСТИНОВ              | 1908—1984  | 30 июля 1976                                                                        | Министр обороны СССР | [ 37 ]        |
|         | Виктор Георгиевич КУЛИКОВ              | 1921—2013  | 14 января 1977                                                                      | 1-й заместитель министра обороны СССР — главнокомандующий Объединёнными Вооружёнными Силами государств — участников Варшавского договора.                                                                                                   | [ 38 ]        |
|         | Николай Васильевич ОГАРКОВ             | 1917—1994  | 14 января 1977                                                                      | начальник Генерального штаба Вооружённых Сил СССР — первый заместитель министра обороны СССР | [ 39 ]        |
|         | Сергей Леонидович СОКОЛОВ              | 1911—2012  | 17 февраля 1978                                                                     | Первый заместитель министра обороны СССР | [ 40 ]        |
|         | Сергей Фёдорович АХРОМЕЕВ              | 1923—1991  | 25 марта 1983                                                                       | Первый заместитель начальника Генерального штаба Вооружённых Сил СССР | [ 41 ]        |
|         | Семён Константинович КУРКОТКИН         | 1917—1990  | 25 марта 1983                                                                       | Заместитель министра обороны СССР — начальник Тыла Вооружённых Сил СССР | [ 42 ]        |
|         | Василий Иванович ПЕТРОВ                | 1917—2014  | 25 марта 1983                                                                       | Заместитель министра обороны СССР — Главнокомандующий сухопутными войсками | [ 43 ]        |
|         | Дмитрий Тимофеевич ЯЗОВ                | 1924—2020  | 28 апреля 1990                                                                      | Министр обороны СССР | —             |